# Storia di Samoa

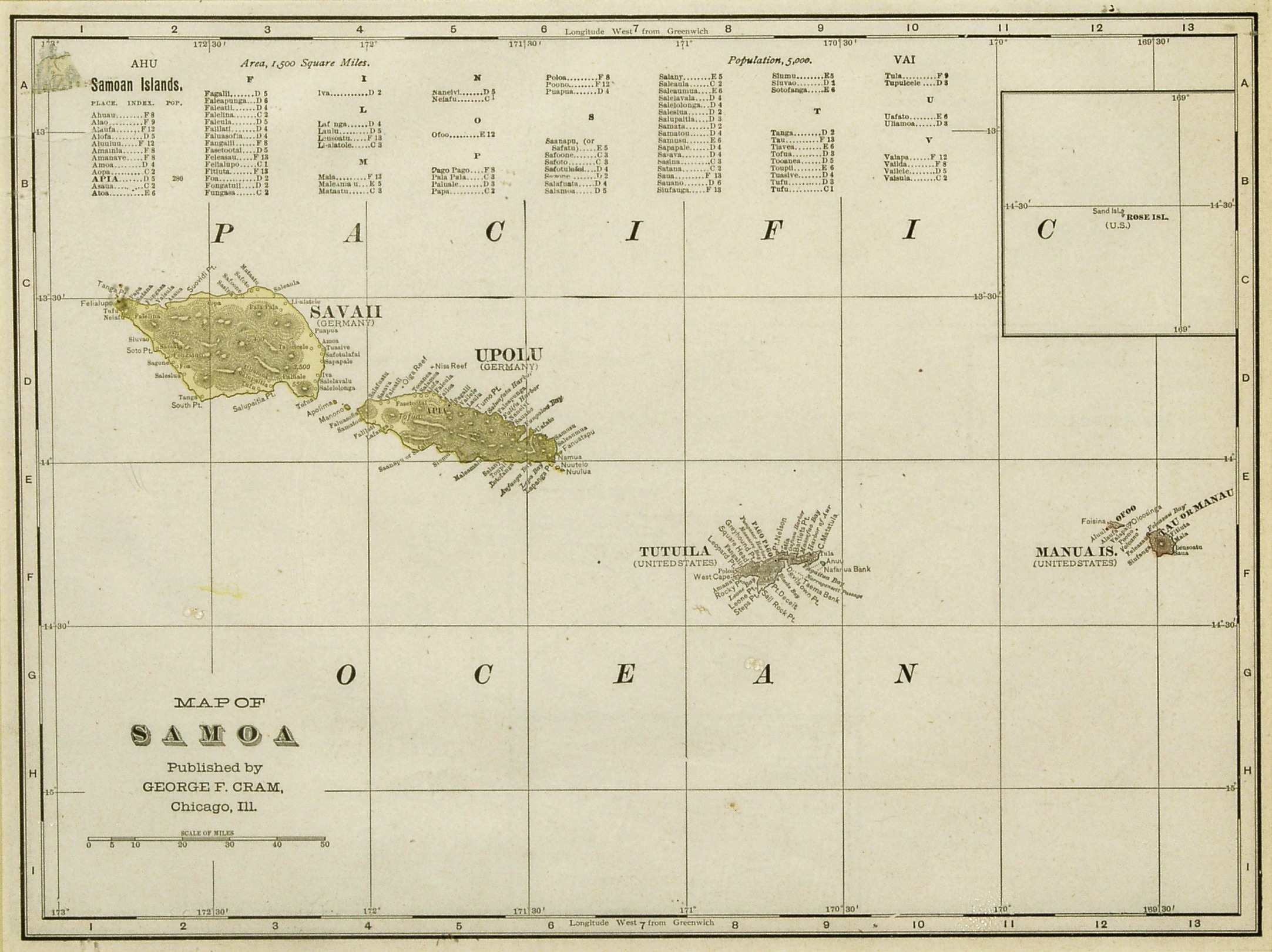
Carta delle Samoa (1896).

Le più antiche testimonianze della presenza dell'uomo alle Samoa sono i resti di un villaggio lapita, in parte sommerso, nella laguna presso Mulifanua, sull'Isola di 'Upolu. I risultati della datazione con il carbonio 14 fanno supporre che il sito risalga al 1000 a.C.
Gli archeologi hanno portato alla luce, in vari punti delle isole, oltre un centinaio di piattaforme in pietra a forma di stella. Si ritiene che queste piattaforme, chiamate «tumuli a stella», fossero usate per prendere al laccio i piccioni selvatici, un tempo uno dei passatempi preferiti dai matai (capi). A Savai'i sorge anche il Tumulo di Pulemelei, la più grande struttura antica del Pacifico.
Intorno al 950 d.C. i guerrieri della vicina Tonga stabilirono il proprio dominio su Savai'i per poi procedere alla volta di 'Upolu. Furono infine respinti da Malietoa Savea, un capo samoano il cui titolo malie toa (guerriero coraggioso) deriva dall'appellativo con cui lo salutarono i tongani al momento della ritirata. Le isole strinsero rapporti anche con le Figi, da dove secondo la leggenda provenivano le due ragazze che introdussero nelle isole l'arte dei tatuaggi. I samoani, tuttavia, non si fidarono mai completamente dei propri vicini, come dimostra il termine togafiti (tonga fiji), che significa «imbroglio».

## L'arrivo degli europei
Pare che balenieri, pirati e detenuti in fuga si fossero spinti alle Samoa molto prima della prima spedizione ufficiale europea nella regione. Secondo i documenti storici, il primo europeo ad arrivare sulle isole fu l'olandese Jacob Roggeveen, che approdò alle Isole Manu'a, nelle Samoa americane, nel 1722. Nel corso del secolo successivo si stabilirono qui numerosi europei, che diedero vita a un nuovo insediamento ad Apia e stabilirono un codice di leggi essenziale per regolare i loro affari, il tutto con il consenso dei capi di 'Upolu, che mantennero la sovranità nei loro villaggi. Oltre alle conoscenze tecnologiche, i palagi (europei) portarono con sé anche malattie contro le quali gli abitanti delle isole non avevano difese immunitarie.

## I missionari

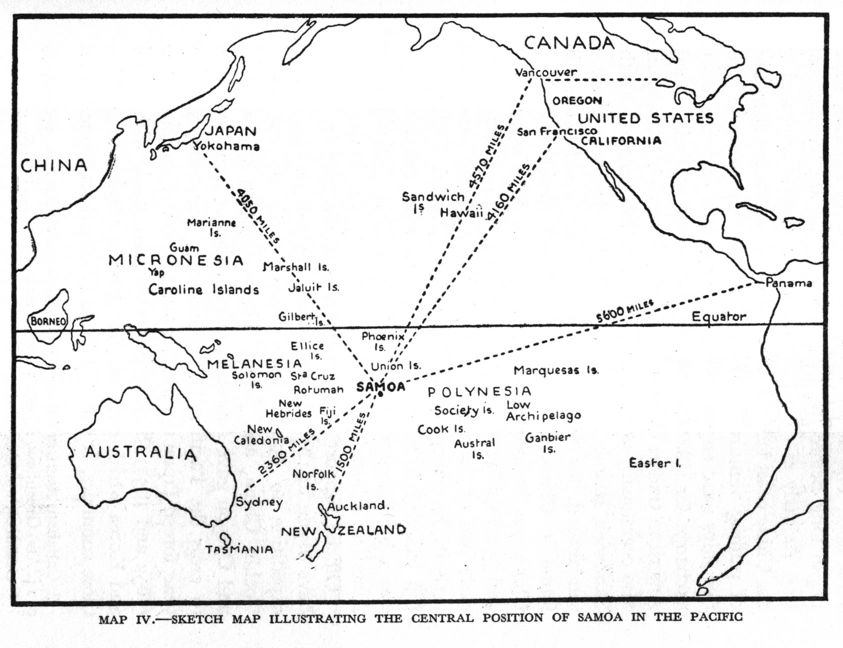
Mappa del 1934 che dimostra la posizione centrale delle Isole Samoa nel Pacifico.

Nell'agosto del 1830 i missionari John Williams e Charles Barff della London Missionary Society (LMS) giunsero a Sapapali'i, sulla costa orientale di Savai'i. A questi seguirono missionari metodisti e cattolici, e nel 1888 anche i mormoni. I samoani erano particolarmente predisposti ad accogliere il cristianesimo grazie alla somiglianza della Genesi cristiana con le leggende delle Samoa, e anche in virtù di una profezia della dea della guerra Nafanua che preannunciava l'avvento sulle isole di una nuova religione. L'apertura di scuole e l'accesso all'istruzione furono accolti con entusiasmo, anche se le lotte tra i diversi distretti non cessarono fino all'inizio del XX secolo.

## Lotte di potere

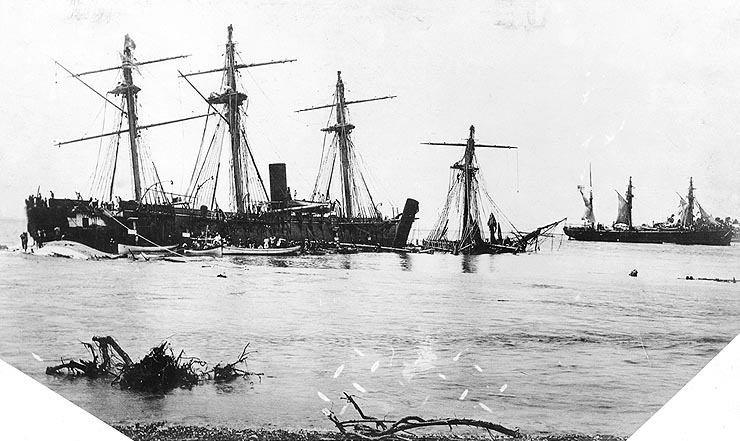
Navi spiaggiate ad Apia (1889).

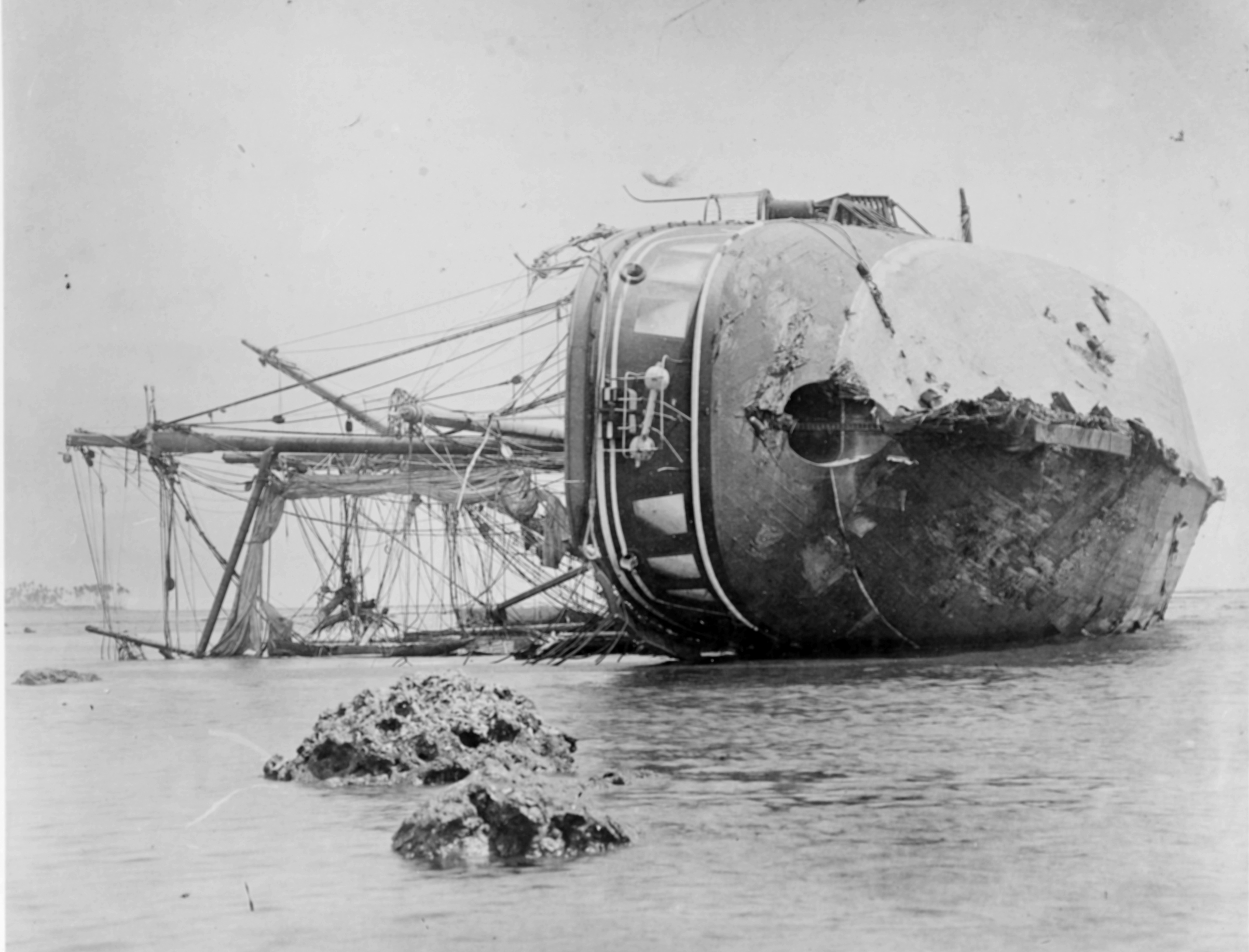
La SMS Adler naufragata (1889).

Nelle moderne Samoa c'erano (e ci sono tuttora) quattro titoli dominanti relativi a quattro 'aiga (famiglie allargate), equivalenti a dinastie reali: i Malietoa, i Tapua Tamasese, i Mata'afa e i Tu'imaleali'ifano. Nel 1870 una disputa nata tra due di queste famiglie portò alla divisione della popolazione delle Samoa. Per acquistare le armi necessarie a dirimere la questione, i samoani vendettero molte terre agli europei.
Ben presto britannici, americani e tedeschi iniziarono a contendersi il territorio samoano e verso il 1890 il porto di Apia era gremito di navi da guerra battenti bandiera dei tre paesi. Gran parte di queste navi in seguito affondò, ma non in battaglia, bensì per un ciclone che colpì il porto nel marzo del 1889. Dopo diversi tentativi falliti di arrivare a un compromesso, nel 1899 fu firmato il Trattato Tripartito in base al quale le Samoa occidentali venivano assegnate ai tedeschi e le Samoa orientali agli americani.

## Amministrazione straniera

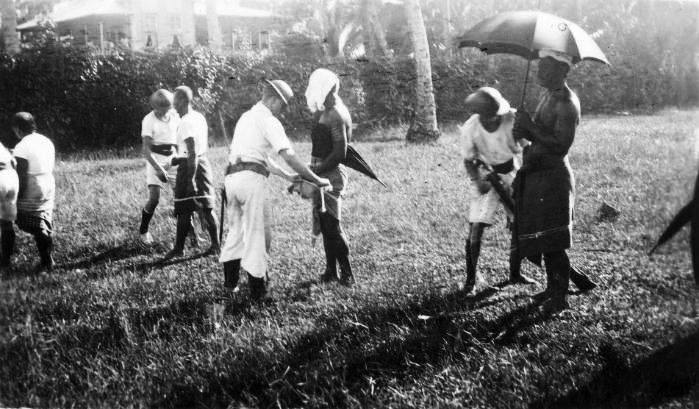
Marinai neozelandesi rimuovono la striscia bianca dal lava-lava, insegna dell'uniforme Mau (1930 ca.).

Nel febbraio del 1900 Wilhelm Solf fu nominato governatore e la compagnia commerciale tedesca DHPG iniziò a trasferire sulle isole migliaia di melanesiani e di cinesi affinché lavorassero nelle immense piantagioni. I tedeschi avevano accettato di governare «secondo le usanze delle Samoa», ma non tennero fede alla parola data. Nel 1908, tre anni dopo l'eruzione del Matavanu a Savai'i, il malcontento della gente provocò un'altra eruzione, questa volta di carattere sociale, che sfociò nel Mau a Pule (movimento Mau), organizzato da Namulau'ulu Lauaki Mamoe. Nel gennaio del 1909 Namulau'ulu e i suoi principali sostenitori furono mandati in esilio.
Nel 1914, allo scoppio della prima guerra mondiale, la Gran Bretagna convinse la Nuova Zelanda a impadronirsi delle Samoa tedesche e la Germania, interamente assorbita dallo sforzo bellico in Europa, non oppose resistenza. Nel 1919, durante l'amministrazione neozelandese, le Samoa furono colpite da una devastante (ed evitabile) epidemia di influenza che causò la morte di circa 7000 persone, pari a un quinto della popolazione complessiva, e accese ulteriore risentimento nei confronti dei dominatori stranieri. La crescente esigenza di indipendenza manifestata dal movimento Mau esasperò ulteriormente le tensioni, e nel 1929 le autorità ordinarono di aprire il fuoco contro i dimostranti che manifestavano davanti al tribunale di Apia. Undici samoani, tra i quali Tupua Tamasese Lealofi III, leader del movimento Mau, persero la vita.
Dopo un cambio di maggioranza di governo, accompagnato dall'applicazione di una nuova linea politica, la Nuova Zelanda riconobbe che l'indipendenza delle Samoa occidentali fosse ormai inevitabile e anzi auspicabile e nel 1959 Fiame Mata'afa fu nominato primo ministro. L'anno seguente le Samoa adottarono una Costituzione formale e il 1º gennaio 1962 furono finalmente dichiarate indipendenti.

## Dall'indipendenza ai giorni nostri
Per quasi tutto il periodo successivo alla dichiarazione di indipendenza il partito di governo è stato lo Human Rights Protection Party (HRPP). Lo sviluppo economico delle isole si è rivelato spaventosamente faticoso o addirittura nullo, ma almeno il paese è rimasto politicamente stabile.
Negli ultimi trent'anni 'Upolu e Savai'i sono state colpite da diversi devastanti cicloni tropicali, a cominciare dal ciclone Ofa nel febbraio del 1990 e dal ciclone Val nel dicembre del 1991.
Nel settembre del 2009 il governo, sfidando una certa avversione dell'opinione pubblica, ha disposto il passaggio della guida a destra a quella a sinistra per consentire una più facile circolazione a veicoli economici di seconda mano importati dalla Nuova Zelanda, dove si tiene la sinistra come in Inghilterra.
Durante le elezioni dell'aprile del 2021 i due candidati primi ministri, Sa'ilele Malielegaoi e Naomi Mata’afa, si contestano per la carica di primi ministri delle Samoa. Il 22 maggio dello stesso anno s'inizia la crisi politica tra i due partiti il HRPP (Vaega Faaupufai e Puipuia Aia Tatau a Tagata) e FAST (Faʻatuatua i le Atua Samoa ua Tasi). Secondo la Corte Suprema delle Samoa è legittima la nomina a Fiame Naomi Mata’afa, nonostante secondo le fonti il Paese è tradizionalmente maschilista. Per le Samoa è la prima volta che una donna amministra la nazione insulare.